# Harvin Isma
Harvin Isma, de son vrai nom Isma Harvin Bihani Yengo, né le 1er novembre 1989 à Linzolo au sud de Brazzaville en République du Congo, est un acteur et scénariste congolais.

## Biographie
Harvin Isma, né le 1er novembre 1989 à Linzolo au sud de Brazzaville en République du Congo, est un acteur et scénariste congolais. Détenteur d'un BTS en comptabilité et gestion d'entreprise, Il est repéré en 2015 par le cinéaste Michael Gandoh, puis obtient son premier rôle majeur dans le long métrage Diboulou d’Albe Diaho en 2018’.
Dès lors, il suit plusieurs formations dont un atelier d'écriture à l'Institut Français du Congo, dispensé par Francis Mizio, et des cours de théâtre au sein de l'Atelier Mwezi avec le metteur en scène Selma Mayala. On le voit alors dans des pièces de Jean Anouilh, Shakespeare, Jean-Michel Ribes, Tchicaya U Tam'si et Joël Pommerat’.
Il fait une apparition dans Djoli de Glad Amog Lemra, auprès de Djédjé Apali et Bruno Henry, puis dans les courts-métrages de Michael Gandoh Alicia et In Extremis, pour lesquels il est récompensé. 
En 2021, il tourne pour Rodrigue Ngolo dans Mon trésor, aux côtés de Herman Kimpo, et se lance dans l'écriture d'un scénario pour le film Traque de Barthel Mpandzou.
En 2024, il tourne au Congo dans le film Nouvelle vie de Richi Mbebele, dans lequel une nouvelle fois il tient le rôle principal, auprès de Germaine Ololo, Mira Loussi et Olivier Kissita.

## Carrière cinématographique
Harvin Isma s’impose rapidement comme un acteur polyvalent et très demandé dans l’industrie cinématographique congolaise. Il tient des rôles principaux dans des films tels que :
- 2018 : Diboulou d’Albe Diaho
- 2018 : Djoli de Glad Amog Lemra
- 2019 : Kundu de Kayser Ori Uchi
- 2020 : Parcours de Saïd Bongo
- 2021 : Mon trésor de Rodrigue Ngolo
- 2024 : Nouvelle vie de Richi Mbebele

Il apparaît également dans plusieurs courts-métrages remarqués, dont Alicia (2018) et In Extremis 2019, tous deux réalisés par Michael Gandoh.

## Filmographie

### Cinéma
- 2018 : Diboulou d'Albe Diaho : Hugues
- 2018 : Djoli de Glad Amog Lemra : Georges
- 2019 : Kundu de Kayser Ori Uchi : Ngunza
- 2020 : Parcours de Saïd Bongo : Mata
- 2021 : Mon trésor de Rodrigue Ngolo : Samuel
- 2021 : Traqué de Barthel Mpandzou (en préparation)

### Courts métrages
- 2018 : Alicia de Michael Gandoh : Daniel
- 2019 : In Extremis de Michael Gandoh : Sam
- 2019 : Le nettoyeur d'Arny Pixel : Morgan
- 2020 : Ouragan de Bastia Ndinga : Alfred

### Réalisation
- 2018 : Psychosis (court-métrage)

### Scénarios
- 2018 : Psychosis de Harvin Isma
- 2021 : Traque de Barthel Mpandzou (en préparation)

### Séries
- 2020 : Nkosi et Kimia de Mira Loussi
- 2021 : Le retour d'Ulysse, 8 épisodes d'Alexandra Guenin et Gaylor Petro

## Théâtre

### Comédien
- 2018 : Antigone de Jean Anouilh, dans le rôle de Créon, mise en scène Selma Mayala
- 2018-2019 : Hamlet de Shakespeare, dans le rôle de Laërte, mise en scène David Bobée, Institut français du Congo, Centre dramatique national de Normandie-Rouen, Festival Mantsina sur scène de Brazzaville
- 2019 : L'Odyssée pour une tasse de thé de Jean-Michel Ribes, dans le rôle d'Achille, mise en scène Alexandra Guenin, Théâtre à la Carte de Pointe-Noire
- 2021 : Le Zulu de Tchicaya U Tam'si, dans le rôle de l'épervier, Espace Culturel Yaro de Pointe-Noire
- 2021 : Pinocchio de Joël Pommerat, dans les rôles de Geppetto, du maître d’école, du juge, du patron de la boîte, Institut français du Congo

## Distinctions
- 2018 : Silhouette d’Or d’interprétation masculine au Festival international du cinéma indépendant de Bafoussam (Cameroun), pour In Extremis de Michael Gandoh
- 2018 : Prix du Jury au FICOMP (Festival international du court métrage La Pointe-Noire, (Congo) pour Alicia de Michael Gandoh
- 2019 : Nomination pour le Kamba’s du meilleur second rôle masculin aux trophées d'excellence du cinéma congolais (Congo), pour Alicia de Michael Gandoh
- 2020 : Nomination pour le Kamba’s du meilleur acteur aux trophées d'excellence du cinéma congolais (Congo), pour Diboulou d'Albe Diaho
- 2021 : Kamba’s du meilleur acteur aux trophées d'excellence du cinéma congolais Congo), pour In Extremis de Michael Gandoh
- 2021 : Prix du meilleur acteur dans un court-métrage au Festival international du Cinéma «Ideal» de Sillod, Inde